# 22632 ДіНовіс
22632 ДіНовіс (22632 DiNovis) — астероїд головного поясу, відкритий 22 травня 1998 року.
Тіссеранів параметр щодо Юпітера — 3,555.